# Canisia Lubrin
Canisia Lubrin (sinh năm 1984) là một nhà văn, nhà phê bình, giáo sư, nhà thơ và biên tập viên. Xuất thân từ St. Lucia, Lubrin hiện sống ở Whitby, Ontario, Canada.

## Cuộc đời và sự nghiệp
Lubrin sinh ra ở St. Lucia và học tại Canada, hoàn thành bằng cử nhân tại Đại học York và bằng tốt nghiệp về văn bản sáng tạo tại Đại học Guelph.
Tập thơ đầu tiên của cô, Giả thuyết Voodoo, được xuất bản vào năm 2017 bởi Wolsak & Wynn. Giả thuyết Voodoo, theo lời của tác giả, có ý định lật đổ cấu trúc của 'bóng tối' và từ chối các hệ thống đương đại và lịch sử khiến người da đen trở nên thấp kém. Cuốn sách cũng đề cập đến di sản của chế độ nô lệ tại vùng biển Caribbean của Lubrin. Giả thuyết Voodoo đã được đề cử cho giải thưởng Gerald Lampert, giải thưởng Pat Lowther và là người vào chung kết cho giải thưởng Raymond Souster. Ngoài ra, Giả thuyết Voodoo được CBC Books bình chọn là một trong những cuốn sách hay nhất trong thơ ca Canada và là một trong mười cuốn sách 'phải đọc' năm 2017 của Liên đoàn các nhà thơ Canada. CBC Books cũng đặt tên cho Lubrin là nhà văn người Canada da đen để xem vào năm 2018.
Truyện ngắn của Lubrin vào Timmins được tuyển tập trong Thành phố chưa xuất bản: Tập.I, được chỉnh sửa bởi Dionne Brand, người vào chung kết Giải thưởng Sách Toronto 2018.
Ngoài sự nghiệp là một nhà thơ, Lubrin giảng dạy tại Humber College và làm biên tập viên với Buckrider Books, một nhà xuất bản của báo chí độc lập Canada Wolsak & Wynn. Cô cũng là một giám đốc của sê-ri Pivot Reading, một sê-ri đọc thơ hai tuần một lần ở Toronto. Ở mùa 2017-2018, Lubrin là một Nhà văn đang ở với Thơ ca.